# Бугаевка (Богодуховский район)
Бугаевка (укр. Бугаївка) — село в Валковской городской общине Богодуховского района Харьковской области Украины.
Код КОАТУУ — 6321282502. Население по переписи 2001 г. составляет 90 (32/58 м/ж) человек.

## Географическое положение
Село Бугаевка находится на склонах балки Орчик в которой берет начало река Орчик.
На западе к селу примыкает большой лес Заданский (дуб).
На вост примыкает село Корниенково.

## История
- 1700 - приблизительная дата основания Замоського (центра сельсовета) с сайта Верховной Рады. Дата основания данного хутора - ?
- В 1940 году, перед ВОВ, на хуторе Бугаевка были 3о дворов.[1]

## Экономика
- В селе есть молочно-товарная и птице-товарная фермы.
- Несколько глиняных карьеров.